# Baureihe 110
Baureihe 110, tot 1968 bekend als E10, is een elektrische locomotief bestemd voor personen- en sneltreinen bij Deutsche Bundesbahn (DB).

## Geschiedenis
De locomotieven werden na de Tweede Wereldoorlog ontwikkeld en gebouwd door combinaties van meerdere fabrikanten. Het ging hierbij om de bovenbouw gebouwd door Henschel te Kassel, door Krauss-Maffei te München-Allach en door Krupp te Essen en de elektrische installatie gebouwd door AEG, door BBC en door Siemens.
Alvorens over te gaan op seriebouw werden eerst vijf prototypen gebouwd. Hierbij konden aandrijvingen van verschillende fabrikanten met elkaar worden vergeleken. Behalve bij de manier van aandrijving weken de prototypen ook af door de vorm van de cabine met twee of drie voorramen en het aantal roosters aan de zijkanten van de locomotieven.
- E10 001, Krauss-Maffei/AEG met Alsthomaandrijving
- E10 002, Krupp/BBC met BBC Scheibenaandrijving
- E10 003, Henschel/SSW met Siemens Gummiringfederaandrijving
- E10 004, Henschel/AEG met Sécheronaandrijving en BBC-hoogspanningsturing.
- E10 005, Henschel/AEG meit Sécheronaandrijving gelijk aan de E10 004.

Uit deze prototypen werd het uiteindelijke seriemodel ontwikkeld en werden ook de series E41, E40 en de E50 verder ontwikkeld.
De locomotieven van deze serie werden uitgerust met een weerstandsrem die werkt op de tractiemotoren.
De locomotieven van de serie 110 zijn naderhand onderverdeeld in de volgende series.
- E10.1:
- E10.3:
- E10.12: tussen 1962 en 1991 als sneltreinlocomotief (Baureihe 112)
- 113: sinds 1991 als sneltreinlocomotief, vernummerd van E10.12
- 114: tussen 1988 en 1995 als sneltreinlocomotief, vernummerd van E10.12
- 115: sinds 2006 in gebruik bij het bedrijfsonderdeel DB AutoZug, vernummerd van E10

Om de locomotieven van de tweede serie te kunnen gebruiken in het regionaal personenvervoer werd de apparatuur voor het rijden in treinschakeling uit afgevoerde locomotieven van de series 140 en 141 gebruikt.

### Proeflocomotieven
Om de bouw van de serie 103 voor te bereiden werden de locomotieven E10 299 en E10 300 in 1962 door Bundesbahnzentralamt München omgebouwd met een andere overbrengingsverhouding voor hoge snelheden. Tijdens proefritten in 1963 werden op het traject tussen Bamberg en Forchheim snelheden van 200 km/h bereikt.

### Bijnaam
In Duitsland heeft deze locomotief de bijnaam 'Die Bügelfalte', wat vouw betekent. Deze bijnaam is te danken aan de rechtopstaande knik (vouw) in de carrosserie voor tussen de 2 bestuurdersramen. Deze karakteristieke eigenschap geldt niet voor de eerste versies maar met name voor de latere modellen. Deze knik is in de opvolgers van deze locomotief serie 111 niet meer terug te vinden.

## Constructie en techniek
De locomotief heeft een stalen frame en twee tweeassige daaistellen. In de draaistellen wordt elke as door een elektrische motor aangedreven. De serie 110 heeft een maximumsnelheid van 130 of 150 km/h, afhankelijk van motortype. Deze maximumsnelheid ligt hoger bij serie 112 (E10.12).

### Nummers
De locomotieven zijn door de Deutsche Bundesbahn (DB) als volgt genummerd.
- E10 001 – 005: prototype locomotieven van verschillende fabrikanten
- E10 101 – 238: eerste serie, in 1968 vernummerd in 110 101 – 238
- E10 1239 – 1244: eerste serie, in 1968 vernummerd in 112 239 – 244
- E10 245 – 264: eerste serie, in 1968 vernummerd in 110 245 – 264
- E10 1265 – 1270: in 1968 vernummerd in 112 265 – 270
- E10 271 – 287: in 1968 vernummerd in 110 271 – 287
- E10 288 – 307: tweede serie, in 1968 vernummerd in 110 288 – 307
- E10 1308 – 1312: in 1968 vernummerd in 112 308 – 312
- E10 309 – 484: tweede serie, in 1968 vernummerd in 110 309 – 484
- 112 485 – 504: tweede serie
- 110 505 – 510: tweede serie
- 110 511: ex 139 134, eerste serie

Op dit moment zijn de volgende locomotieven nog actief voor extra treinen.
- E10 121: Museumloc in DB-Museum in Neurenberg
- 115 152: Museumloc van de Baureihe E10 e.V. opgeslagen in Keulen
- 110 228: DB-Museum, in bruikleen bij IG Einheitslokomotiven e.V. in Stuttgart
- E10 1239: Museumloc van de Lokomotivclub-103 e.V., opgeslagen in Keulen; (Rheingoldkleuren)
- 110 348: DB-Museum in Koblenz-Lützel
- 113 311: DB-Museum in Koblenz-Lützel
- 110 002: opgeslagen in Lichtenfels
- 110 005: BEM Nördlingen

## Foto’s

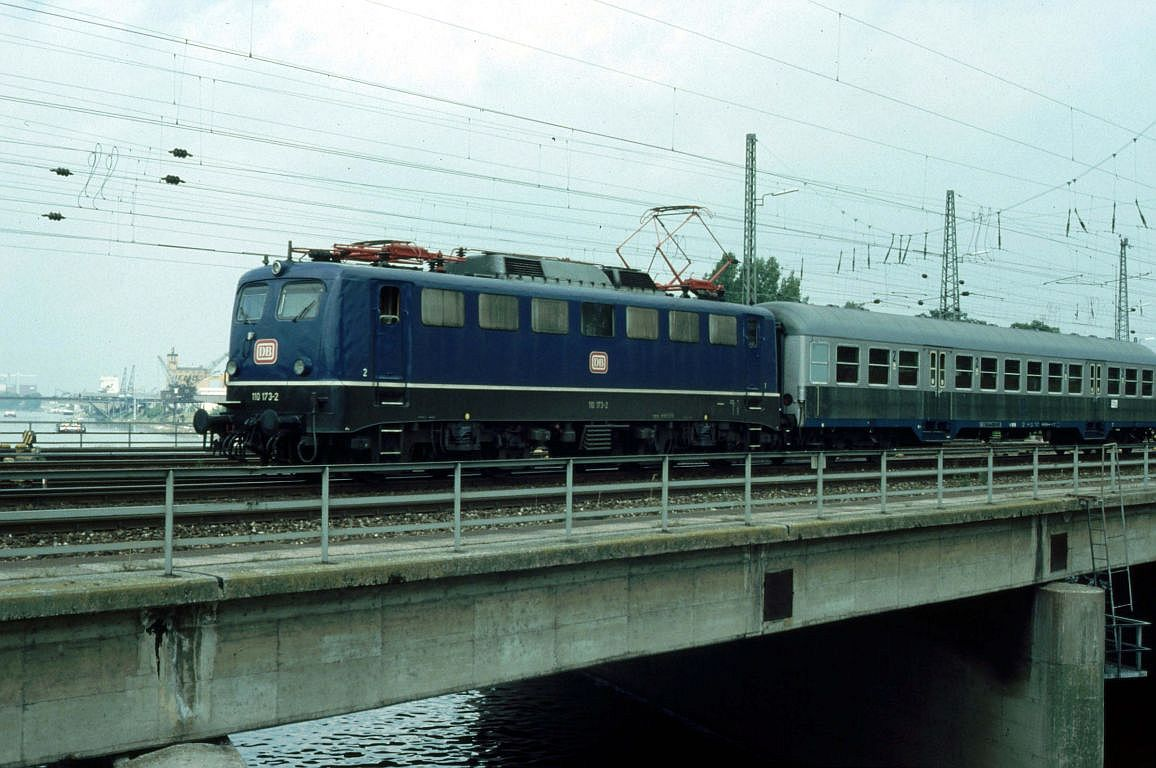
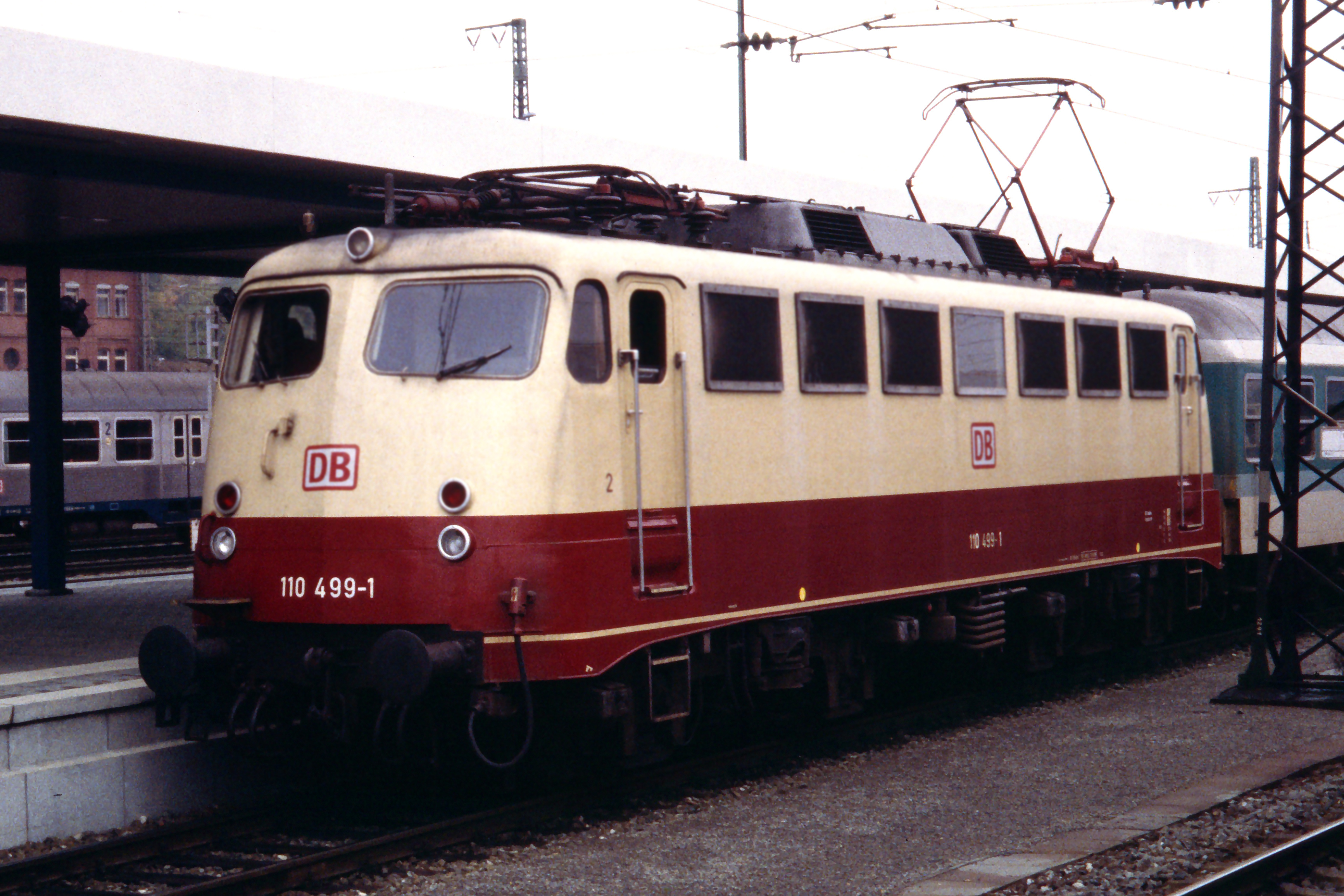
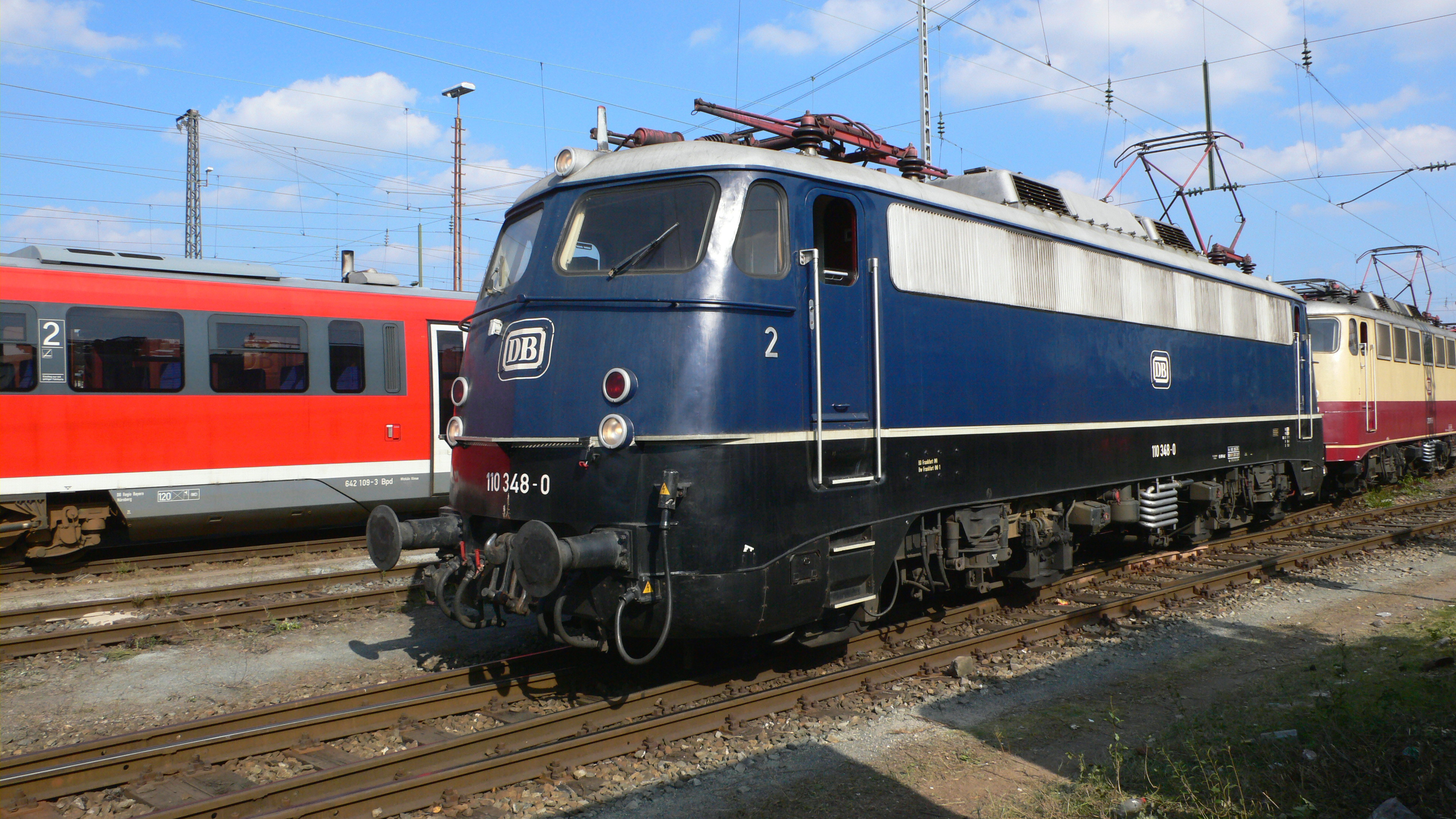
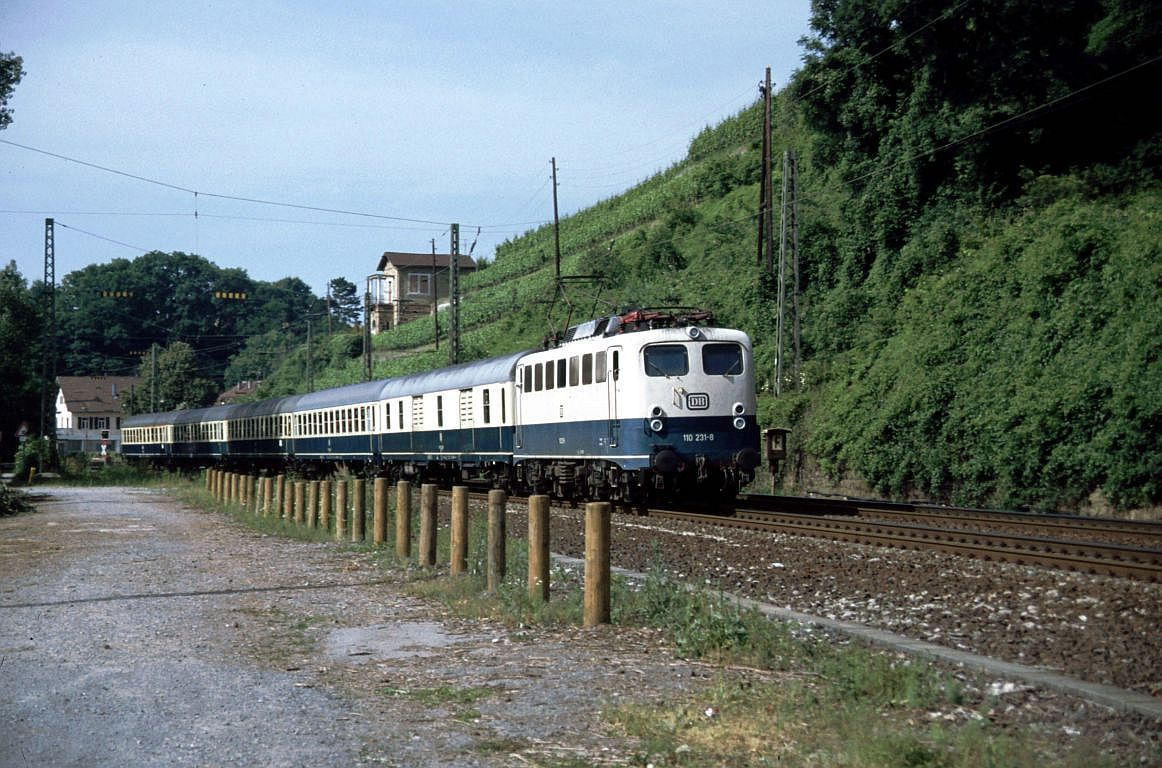
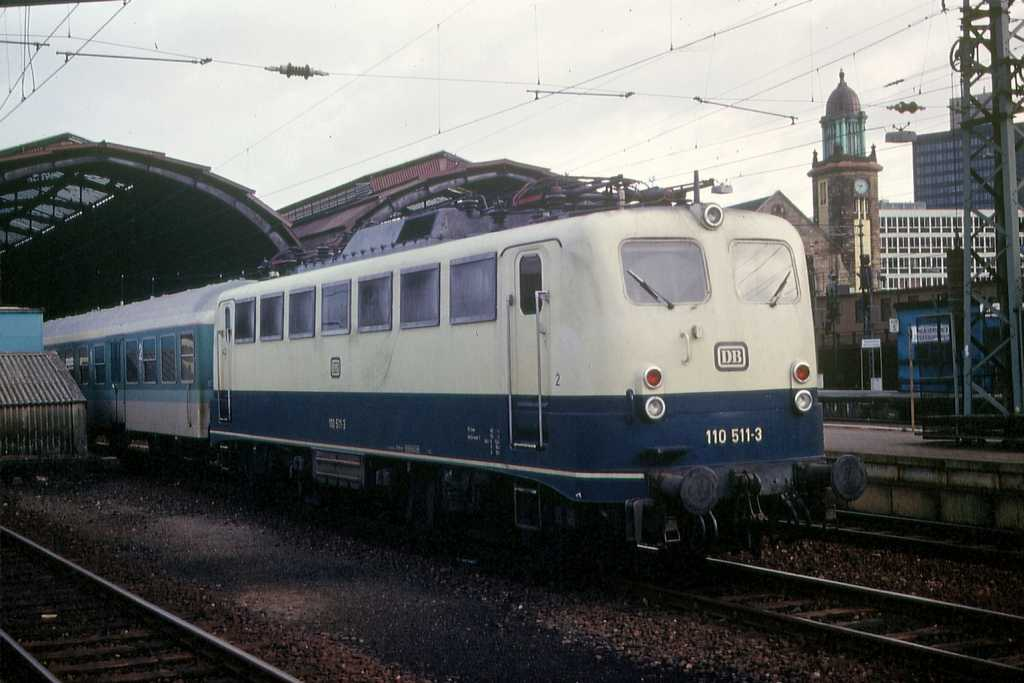
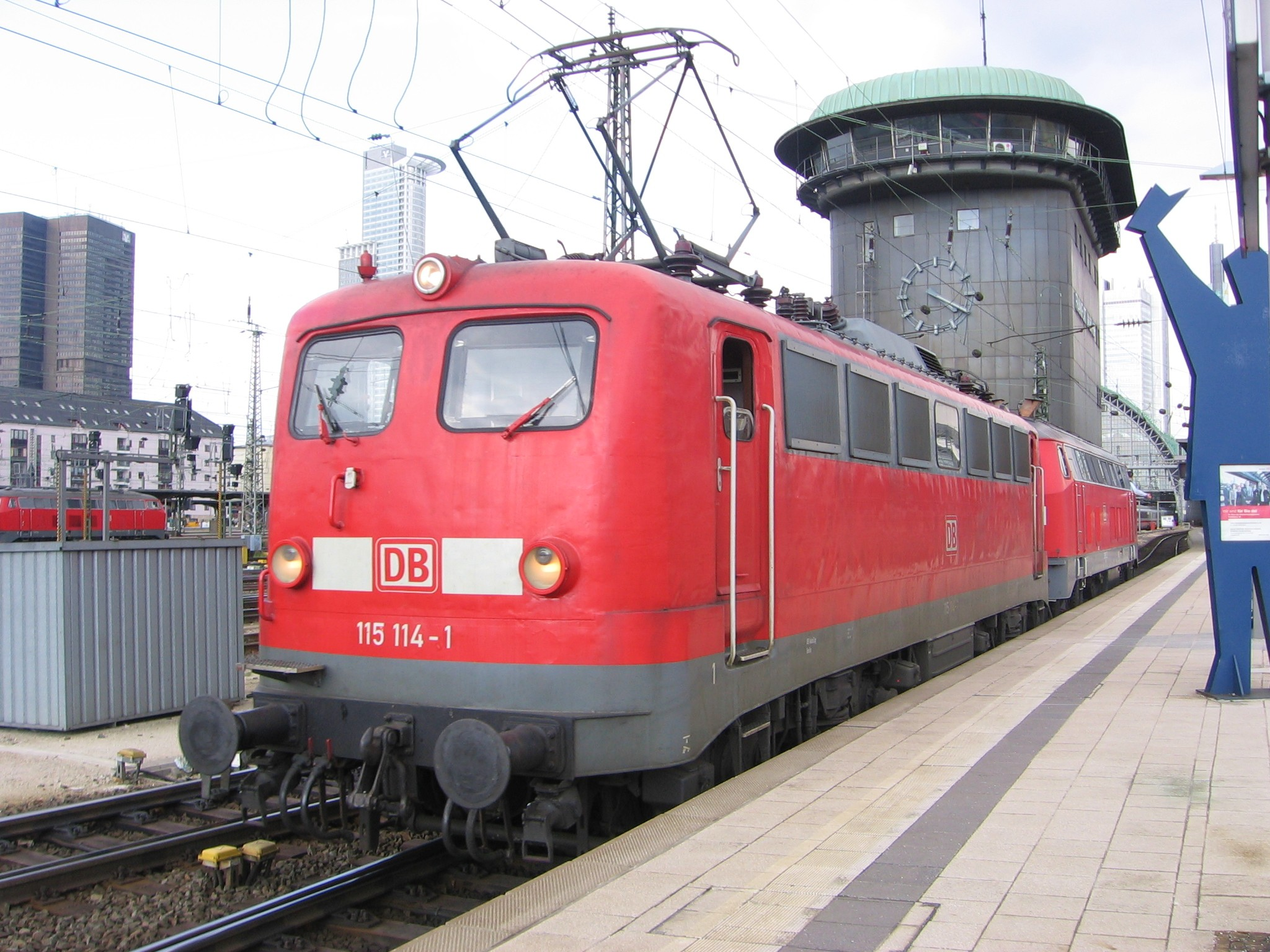

## Treindiensten
De locomotieven worden door de Deutsche Bahn ingezet voor personen- en sneltreinen door geheel Duitsland en grensoverschrijdende trajecten. Ook zag men ze wel voor niet al te zware (snelle) goederentreinen. De loc is geen onbekende op Nederlandse grensstations die voorzien waren van verschillende bovenleidingsspanningen. Op station Venlo kwamen ze jarenlang met gestreken pantografen binnen onder de 1500 volt gelijkspanning van de Nederlandse Spoorwegen, om door een sik naar een ander stuk spoor te worden gerangeerd met de Duitse spanning van 15 kV 16,7 Hz wisselspanning. Uiteraard werkte dat systeem ook zo vanuit de Nederlandse richting. Omdat de bovenleidingsspanning omschakelbaar is is het rangeren met locomotieven overbodig geworden.